# Provincia de Ouled Djellal
Ouled Djellal es una provincia argelina creada en 2019, anteriormente, una provincia delegada creada en 2015.

## Geografía
La provincia de Ouled Djellal está situada en el Sáhara argelino, su superficie es de 11 410 km².
Está delimitada por:
- al norte por la provincia de M'Sila;
- al este con la provincia de Biskra y la provincia de El M'Ghair;
- al oeste con la provincia de Djelfa;
- y al sur por la provincia de Uargla.

## Historia
La provincia de Ouled Djellal fue creada el 26 de noviembre de 2019.
Anteriormente, era una provincia delegada, creada según la ley n° 15-140 del 27 de mayo de 2015, que crea distritos administrativos en ciertas provincias y fija las reglas específicas relacionadas con ellas, así como la lista de municipios que están adscritos a ella. Antes de 2019, estaba adscrito a la provincia de Biskra.

## Organización
Durante el colapso administrativo de 2015, la provincia delegada de Ouled Djellal estaba formada por 3 comunas y 2 distritos.